# ۱۸۴۸ (فیلم)
۱۸۴۸ (فرانسوی: La Révolution de 1848‎) فیلمی مستند است که در سال ۱۹۴۹ منتشر شد.